# Heinrich II. (Paderborn)
Heinrich II. oder Heinrich von Werl (* um 1050; † 14. Oktober 1127) war von 1084 bis 1127 Bischof von Paderborn.

## Leben und Wirken

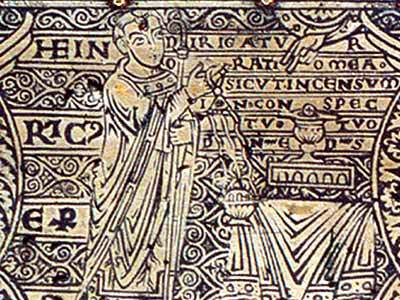
Heinrich von Werl bei der Weihe des von ihm gestifteten Tragaltares

Heinrich stammte aus der Familie der Grafen von Werl und war Bruder der Grafen Ludolf von Werl und Konrad von Werl-Arnsberg. Wegen seiner ansehnlichen Gestalt wurde er auch Hermelin genannt. Als nachgeborener Sohn war Heinrich für die kirchliche Laufbahn vorgesehen. Er wurde Propst des Stifts St. Simon und Judas bei der Kaiserpfalz zu Goslar.
Wie seine Familie war er während der Herrschaft von Heinrich IV. Parteigänger des Kaisers. Einen Teil seines Erbes veräußerte Heinrich an seinen Bruder Konrad, um so genügend Mittel für den Erwerb des Bischofsamts in Paderborn zu haben. Vermittelt von seinem Bruder erkannten ihn der Kaiser und der Gegenpapst Clemens III. als Bischof 1084 an, ohne dass das Domkapitel beteiligt gewesen war. Dieses hatte inzwischen bereits Heinrich von Assel gewählt, der auch durch Papst Gregor VII. anerkannt worden war. Gestützt nicht zuletzt auf die militärische Macht seiner Familie gelang es Heinrich sich in gewaltsamen Auseinandersetzen gegen den Konkurrenten durchzusetzen.
Auch später wurde er im Zusammenhang mit den politischen Ereignissen im Reich mehrfach zeitweilig abgesetzt. Allerdings konnte er sich letztlich behaupten.
Von regionalgeschichtlicher Bedeutung ist, dass unter Heinrich die Vogteirechte über das Bistum Paderborn von seiner Familie auf die Familie von Schwalenberg überging. In den Urkunden wird Heinrich als erster Bischof von Paderborn als Princeps bezeichnet.
Heinrich von Werl galt als menschenfreundlich und als eifriger Geistlicher. Er trat besonders als Förderer des Abdinghofklosters und des Klosters Helmarshausen hervor.
Für den Paderborner Dom stiftete Heinrich einen Tragaltar und ließ sich selbst zusammen mit dem Vorgänger Meinwerk von Paderborn auf der Deckelplatte abbilden. Der Altar gilt als Schlüsselwerk des Rogerus von Helmarshausen. Mit ihm begann sich die Kunst der Romanik auch im nordwestdeutschen Raum durchzusetzen. Diese Stiftung diente nicht nur frommen Zwecken, sondern der kaiserliche Bischof stellte sich damit in eine Kontinuitätslinie zu Meinwerk und nutzte das Kunstwerk so zur Legitimation.